# قائمة إصدارات الطوابع في المغرب (1920-1929)
هذه قائمة بإصدارات الطوابع في المغرب للفترة 1920-1929:

## الحماية الفرنسية
| #    | الوصف | الصورة | القيمة    |
| 1922 | 1922 | 1922   | 1922      |
| ---- | --- | ------ | --------- |
| 1    | البريد الجوي، طائرة ثنائية السطح فوق الدار البيضاء، مكتوب فوقه "MAROC البريد الهوائي" أعلاه، و"SERVICE POSTAL AERIEN" أدناه والتي تعني خدمة البريد الجوي، بلون برتقالي المصمم: جوزيف دي لا نيزيير [الإنجليزية] النقاش: دار الطباعة هيليو فوجيرار      |        | 5 سنتيم   |
| 2    | البريد الجوي، طائرة ثنائية السطح فوق الدار البيضاء، مكتوب فوقه "MAROC البريد الهوائي" أعلاه، و"SERVICE POSTAL AERIEN" أدناه والتي تعني خدمة البريد الجوي، بلون أزرق بحري المصمم: جوزيف دي لا نيزيير [الإنجليزية] النقاش: دار الطباعة هيليو فوجيرار    |        | 25 سنتيم  |
| 3    | البريد الجوي، طائرة ثنائية السطح فوق الدار البيضاء، مكتوب فوقه "MAROC البريد الهوائي" أعلاه، و"SERVICE POSTAL AERIEN" أدناه والتي تعني خدمة البريد الجوي، بلون أزرق مخضر المصمم: جوزيف دي لا نيزيير [الإنجليزية] النقاش: دار الطباعة هيليو فوجيرار    |        | 50 سنتيم  |
| 4    | البريد الجوي، طائرة ثنائية السطح فوق الدار البيضاء، مكتوب فوقه "MAROC البريد الهوائي" أعلاه، و"SERVICE POSTAL AERIEN" أدناه والتي تعني خدمة البريد الجوي، بلون أزرق المصمم: جوزيف دي لا نيزيير [الإنجليزية] النقاش: دار الطباعة هيليو فوجيرار         |        | 75 سنتيم  |
| 5    | البريد الجوي، طائرة ثنائية السطح فوق الدار البيضاء، مكتوب فوقه "MAROC البريد الهوائي" أعلاه، و"SERVICE POSTAL AERIEN" أدناه والتي تعني خدمة البريد الجوي، بلون أخضر المصمم: جوزيف دي لا نيزيير [الإنجليزية] النقاش: دار الطباعة هيليو فوجيرار         |        | 75 سنتيم  |
| 6    | البريد الجوي، طائرة ثنائية السطح فوق الدار البيضاء، مكتوب فوقه "MAROC البريد الهوائي" أعلاه، و"SERVICE POSTAL AERIEN" أدناه والتي تعني خدمة البريد الجوي، بلون أرجواني بني المصمم: جوزيف دي لا نيزيير [الإنجليزية] النقاش: دار الطباعة هيليو فوجيرار  |        | 80 سنتيم  |
| 7    | البريد الجوي، طائرة ثنائية السطح فوق الدار البيضاء، مكتوب فوقه "MAROC البريد الهوائي" أعلاه، و"SERVICE POSTAL AERIEN" أدناه والتي تعني خدمة البريد الجوي، بلون برتقالي محمر المصمم: جوزيف دي لا نيزيير [الإنجليزية] النقاش: دار الطباعة هيليو فوجيرار |        | 1 فرنك    |
| 8    | البريد الجوي، طائرة ثنائية السطح فوق الدار البيضاء، مكتوب فوقه "MAROC البريد الهوائي" أعلاه، و"SERVICE POSTAL AERIEN" أدناه والتي تعني خدمة البريد الجوي، بلون أرجواني وردي المصمم: جوزيف دي لا نيزيير [الإنجليزية] النقاش: دار الطباعة هيليو فوجيرار |        | 1.40 فرنك |
| 9    | البريد الجوي، طائرة ثنائية السطح فوق الدار البيضاء، مكتوب فوقه "MAROC البريد الهوائي" أعلاه، و"SERVICE POSTAL AERIEN" أدناه والتي تعني خدمة البريد الجوي، بلون أزرق المصمم: جوزيف دي لا نيزيير [الإنجليزية] النقاش: دار الطباعة هيليو فوجيرار         |        | 1.90 فرنك |
| 10   | البريد الجوي، طائرة ثنائية السطح فوق الدار البيضاء، مكتوب فوقه "MAROC البريد الهوائي" أعلاه، و"SERVICE POSTAL AERIEN" أدناه والتي تعني خدمة البريد الجوي، بلون بنفسجي المصمم: جوزيف دي لا نيزيير [الإنجليزية] النقاش: دار الطباعة هيليو فوجيرار       |        | 2 فرنك    |
| 11   | البريد الجوي، طائرة ثنائية السطح فوق الدار البيضاء، مكتوب فوقه "MAROC البريد الهوائي" أعلاه، و"SERVICE POSTAL AERIEN" أدناه والتي تعني خدمة البريد الجوي، بلون بنفسجي أسود المصمم: جوزيف دي لا نيزيير [الإنجليزية] النقاش: دار الطباعة هيليو فوجيرار  |        | 3 فرنك    |

### سلسلة المعالم
أصدرت ثمانية عشر طابعا ضمن سلسلة المعالم:
| #    | الوصف | الصورة | القيمة   |
| 1923 | 1923 | 1923   | 1923     |
| ---- | --- | ------ | -------- |
| 1    | صومعة حسان بالرباط، بلون زيتوني المصمم: جوزيف دي لا نيزيير [الإنجليزية] النقاش: دار الطباعة هيليو فوجيرار           |        | 1 سنتيم  |
| 2    | صومعة حسان بالرباط، بلون أرجواني غامق المصمم: جوزيف دي لا نيزيير [الإنجليزية] النقاش: دار الطباعة هيليو فوجيرار     |        | 2 سنتيم  |
| 3    | صومعة حسان بالرباط، بلون بني مصفر المصمم: جوزيف دي لا نيزيير [الإنجليزية] النقاش: دار الطباعة هيليو فوجيرار         |        | 3 سنتيم  |
| 4    | باب الدكاكين، فاس، بلون أصفر المصمم: جوزيف دي لا نيزيير [الإنجليزية] النقاش: دار الطباعة هيليو فوجيرار              |        | 5 سنتيم  |
| 5    | باب الدكاكين، فاس، بلون أخضر مصفر المصمم: جوزيف دي لا نيزيير [الإنجليزية] النقاش: دار الطباعة هيليو فوجيرار         |        | 10 سنتيم |
| 6    | باب الدكاكين، فاس، بلون أسود رمادي المصمم: جوزيف دي لا نيزيير [الإنجليزية] النقاش: دار الطباعة هيليو فوجيرار        |        | 15 سنتيم |
| 7    | باب شالة، الرباط، بلون أرجواني المصمم: جوزيف دي لا نيزيير [الإنجليزية] النقاش: دار الطباعة هيليو فوجيرار            |        | 20 سنتيم |
| 8    | باب شالة، الرباط، بلون أزرق المصمم: جوزيف دي لا نيزيير [الإنجليزية] النقاش: دار الطباعة هيليو فوجيرار               |        | 25 سنتيم |
| 9    | باب شالة، الرباط، بلون أحمر المصمم: جوزيف دي لا نيزيير [الإنجليزية] النقاش: دار الطباعة هيليو فوجيرار               |        | 30 سنتيم |
| 10   | جامع الكتبية بمراكش، بلون بنفسجي غامق المصمم: جوزيف دي لا نيزيير [الإنجليزية] النقاش: دار الطباعة هيليو فوجيرار     |        | 35 سنتيم |
| 11   | جامع الكتبية بمراكش، بلون برتقالي غامق المصمم: جوزيف دي لا نيزيير [الإنجليزية] النقاش: دار الطباعة هيليو فوجيرار    |        | 40 سنتيم |
| 12   | جامع الكتبية بمراكش، بلون أخضر غامق المصمم: جوزيف دي لا نيزيير [الإنجليزية] النقاش: دار الطباعة هيليو فوجيرار       |        | 45 سنتيم |
| 13   | باب المنصور لعلج بمكناس، بلون أخضر مزرق المصمم: جوزيف دي لا نيزيير [الإنجليزية] النقاش: دار الطباعة هيليو فوجيرار   |        | 50 سنتيم |
| 14   | باب المنصور لعلج بمكناس، بلون بنفسجي فاتح المصمم: جوزيف دي لا نيزيير [الإنجليزية] النقاش: دار الطباعة هيليو فوجيرار |        | 60 سنتيم |
| 15   | باب المنصور لعلج بمكناس، بلون بني المصمم: جوزيف دي لا نيزيير [الإنجليزية] النقاش: دار الطباعة هيليو فوجيرار         |        | 1 فرنك   |
| 16   | أطلال وليلي، بلون بني داكن المصمم: جوزيف دي لا نيزيير [الإنجليزية] النقاش: دار الطباعة هيليو فوجيرار                |        | 2 فرنك   |
| 17   | أطلال وليلي، بلون أخضر مسود المصمم: جوزيف دي لا نيزيير [الإنجليزية] النقاش: دار الطباعة هيليو فوجيرار               |        | 5 فرنك   |
| 18   | أطلال وليلي، بلون أسود المصمم: جوزيف دي لا نيزيير [الإنجليزية] النقاش: دار الطباعة هيليو فوجيرار                    |        | 10 فرنك  |

### سلسلة مساعدة ضحايا الفيضانات والجفاف
| #    | الوصف | الصورة | القيمة           |
| 1928 | 1928 | 1928   | 1928             |
| ---- | --- | ------ | ---------------- |
| 1    | البريد الجوي، فانتازيا، بلون أزرق المصمم: مارسلان فلاندرين النقاش: دار الطباعة هيليو فوجيرار                     |        | 5 + 5 سنتيم      |
| 2    | البريد الجوي، الحرث بالجمل والحمار، بلون برتقالي أحمر المصمم: مارسلان فلاندرين النقاش: دار الطباعة هيليو فوجيرار |        | 25 + 25 سنتيم    |
| 3    | البريد الجوي، منظر لآسفي، بلون أحمر المصمم: مارسلان فلاندرين النقاش: دار الطباعة هيليو فوجيرار                   |        | 50 + 50 سنتيم    |
| 4    | البريد الجوي، منظر لمراكش، بلون بني محمر المصمم: مارسلان فلاندرين النقاش: دار الطباعة هيليو فوجيرار              |        | 75 + 75 سنتيم    |
| 5    | البريد الجوي، منظر لأزرو، بلون أخضر زيتوني غامق المصمم: مارسلان فلاندرين النقاش: دار الطباعة هيليو فوجيرار       |        | 80 + 80 سنتيم    |
| 6    | البريد الجوي، منظر لفاس، بلون برتقالي المصمم: مارسلان فلاندرين النقاش: دار الطباعة هيليو فوجيرار                 |        | 1+1 فرنك         |
| 7    | البريد الجوي، منظر لطنجة، بلون أزرق المصمم: مارسلان فلاندرين النقاش: دار الطباعة هيليو فوجيرار                   |        | 1.50 + 1.50 فرنك |
| 8    | البريد الجوي، منظر للدار البيضاء، بلون بني المصمم: مارسلان فلاندرين النقاش: دار الطباعة هيليو فوجيرار            |        | 2+2 فرنك         |
| 9    | البريد الجوي، منظر للرباط، بلون بنفسجي المصمم: مارسلان فلاندرين النقاش: دار الطباعة هيليو فوجيرار                |        | 3+3 فرنك         |
| 10   | البريد الجوي، حفل الهدية، بلون رمادي مسود المصمم: مارسلان فلاندرين النقاش: دار الطباعة هيليو فوجيرار             |        | 5 + 5 فرنك       |